# Front d'Alliberament Oromo
El Front d'Alliberament Oromo (Oromo Liberation Front, en oromo: Adda Bilisummaa Oromoo, en amhara: ኦሮሞ ፡ ነጽነት፡ ግንባር), abreujat FAO o en anglès OLF) és una organització independentista a Etiòpia, que lluita per l'autodetermionació del poble oromo.

## Formació
En 1964 es va crear una organització pan-oromo anomenada Matcha Tulama Welfare Association MTWA (1964-1967) dirigida pel general Tadesse Birru, que fou prohibida el 1967. Molts dels seus membres van marxar a l'exili i a Somàlia es va formar el Front d'Alliberament dels Somalis de l'Oest (Liberation Front of Somali West LFSW) sota la direcció de Hussein Mohammed Ali, alias Hussein Sora. A la clandestinitat la MTWA va continuar funcionant i el 1971 repartia pamflets a Addis Abeba. El 1971 el LFSW va canviar el seu nom a Front Nacional d'Alliberament d'Etiòpia i un grup de membres va rebre entrenament principalment a Aden però també a altres països àrabs, que després foren enviats a Etiòpia a través de Berbera i Hargeisa, per iniciar la lluita armada; però el grup de guerrillers fou arrestat amb les seves armes per les forces de seguretat somalis i van romandre empresonats fins al 1975 (un guerriller va morir al moment de la detenció). Un segon grup de guerrillers va intentar entrar per segona vegada el 1973; aleshores els militants ja anomenaven a l'organització com Front Nacional d'Alliberament Oromo (si bé mai fou canviat oficialment i Hussein Sora continuava insistint amb emprar "Ethiopia". Hussein va restar a Aden coordinant les activitats i altres membres van marxar a Hararge on van rebre subministraments des d'Aden a través de la Regió Àfar i Wallo; la primera base guerrillera es va establir a les muntanyes Charchar el novembre de 1973 i els guerrillers parlaven sempre del Front Nacional d'Alliberament Oromo i evitaven la paraula Etiòpia. El desembre de 1972 el MTWA va tenir una conferència secreta a Addis Abeba en la que va participar Hussein Sora i un altre líder de nom Elemo Qilixxu (Baker Yusuf), que van venir de l'estranger de manera clandestina; allí es va formar el Front d'Alliberament Oromo (Oromo Liberation Movement OLF), principalment per membres del MTWA i de les restes del moviment guerriller de Bale de Wako Gutu; el procés va quedar culminat el gener de 1974 i es va adoptar un programa polític. En tot aquest any els estudiants, especialment a la universitat, van seguir agitant al país distribuint publicacions del MTWA com "The Oromo Voice Against Tyranny" i "Kana Beektaa".

## Guerra civil
A començament de 1974 van començar els disturbis a Etiòpia i es van formar els primers comitès coordinadors de militars, estudiants i pagesos que van portar a la presa del poder pels militars majoritàriament comunistes el 12 de setembre de 1974. L'abril de 1974 la primera unitat de guerrillers dirigits per Elemo Qilixxu van iniciar operacions a les muntanyes Charchar, a Oròmia oriental. El Derg va enviar tropes i Elemo Qilixxu, conegut com a Hassen Ibrahim, o popularment com De Geurre va morir en combat (5 de setembre de 1974) i l'activitat armada fou reprimida.
El 1975 el Dergue, el govern militar comunista d'Etiòpia, va prometre l'autodeterminació als pobles de l'estat. Per un temps va aconseguir un cert suport dels diferents grups ètnics incloent els oromos (i l'OLF), però aviat es va produir el trencament. Els membres de l'ENLF que havien estat alliberats a Somàlia van poder retornar a Aden el 1975 on van fundar l'Organització per la Lluita d'Alliberament Popular Oromo/Organization for the Oromo People's Liberation Struggle (OOPLS); el ELNF havia conservat les seves oficines a Aden i després de la fundació de la OOPLS les va conservar tot i que els dos grups actuaven junts, però van haver de marxar a Etiòpia quan el govern d'Aden els va tancar les facilitats a causa de les bones relacions que tenia amb el Derg.
El 13 i 14 de juny de 1976 es va celebrar un congrés anomenat fundacional a Finfinne en que el Front d'Alliberament d'Oromo es va reorganitzar reagrupant a tots els moviments oromos; hi van participar els antics membres del ENLF que havien estat alliberats a Somàlia i havien pogut retornar a Aden el 1975 (o sigui el OOPLS) això com altres patriotes a títol individual; el programa polític del gener de 1974 fou revisat. La lluita armada es va reprendre i aquesta vegada va arrelar; molts guerrillers (estudiants o intel·lectuals) van anar en gran nombre i van mostrar altes qualitats; entre ells Saartuu Yusouf. El setembre de 1977 es va reorganitzar la direcció del Front amb un comitè central de 41 membres del que 5 (president, vicepresident, secretari i dos vocals) formarien el comitè executiu anomenat "Supreme Politico Military Command (SPMC)." Aquest òrgan estava dividit en cinc comitès de treball (militar, polític, financer, afers logístics i socials, i afers exteriors); els cinc membres elegits foren Muhee Abdoo, Magarsaa Barii, Gadaa Gammadaa, Leenco Lata i Baaroo Tumsaa. El 1977 l'OLF va capturar moltes armes abandonades per l'exèrcit etíop en fugida davant els somalis, i el 1978 moltes armes abandonades pels somalis en fugida davant els etíops i cubans; en un combat el 1977 va morir un dels líders carismàtics de l'OLF, Saartuu Yusouf. El 1978 els oromos van iniciar la lluita a Gara Mul'ata i altres àrees i van seguir reclutant gran nombre de militants; les seves operacions es van estendre a Hararge i Arba Guugu a la regió d'Arsi i altres quadres foren enviats a Gadab i Bale on van començar la lluita. També es va intentar estendre la lluita a l'oest de Scioa i una unitat fou enviada a la vall del riu Gudar al nord-oest d'Ambo, però la unitat fou aturada a les poques setmanes i molts dels seus membres capturats. D'altra banda el Derg va iniciar una forta repressió contra els intel·lectuals i els cercles nacionalistes oromos. Ja des del 1978 l'OLF es va dividir en dues faccions: la de Sheikh Jaraa (de la que el 1986 va sortir el Front Islàmic d'Alliberament d'Oròmia IFLO) i la que operava a l'oest a la frontera amb Sudan dirigida per Abdul Ahmed Majeed i Felmeta Gada.
El 1980 l'OLF va rebre suport del Sudan i Somàlia i el 1981 va poder estendre la lluita a la regió de Wallagga. El 1982 no es va aconseguir un acord que Somàlia volia amb el Front d'Alliberament Somali Abo i el govern de Mogadiscio va retirar el suport i va tancar les oficines del OLF. El desembre de 1984 el OLF va intentar un front unit amb el nom de United Resistance Forces Against the Ethiopian Government URFAEG però no va reeixir.
Els grups principals que lluitaven contra la junta eren el Front Popular d'Alliberament d'Eritrea i el Front Popular d'Alliberament del Tigre (FPLT/TPLF). Aquest darrer va demanar una acció comuna al OLF, però aquest aleshores s'hi va negar; 3l 1981 un grup del Partit Revolucionari Popular Etíop/Ethiopian People's Revolutionary Party (EPRP) s'havia rendit al FPLT i amb els seus integrants es va organitzar (març de 1982) un moviment de majoria amhara i amb alguns oromos, el Moviment Popular Democràtic Etíop/Ethiopian People's Democratic Movement (EPDM). 37 membres oromos d'aquest grup reunits amb els presoners que el TPLF havia fet d'aquesta ètnia, van formar el 26 de març de 1990 l'Organització Democràtica del Poble Oromo (Oromo People's Democratic Organization, OPDO) de tendència marxista-leninista albanesa. Al mateix temps el FPLT va crear una organització d'oposició de majoria amhara i de caràcter estatal: el Moviment Revolucionari d'Oficials Demòcrates Etíops/Ethiopian Democratic Officers' Revolutionary Movement (EDORM). Amb tots aquestos grups es va formar el mateix maig de 1990 el Front Democràtic Revolucionari Popular Etíop/Ethiopian People's Revolutionary Democratic Front (EPRDF). La OPDO va competir per l'hegemonia entre els oromos amb l'OLF.

## Després de la guerra civil
El maig de 1991, enderrocat el règim etíop, l'OLF fou un dels tres fundadors del govern de transició. Va participar en la conferència de Londres El 27-28 de maig de 1991 i a la d'Addis Abeba (1-5 de juliol 1991) i va tenir tres ministres al govern de transició (Zegeye Asfaw a Agricultura, Ibsa Gutama a Educació i Dima Noggo a Informació; també tenia 12 representants al Consell de Transició (una mena de parlament de 87 membres designats) on el ERPDF tenia 43 membres dels quals 10 eren de l'OPDO, i estaven també representats el Islamic Front for the Liberation of Oromia (IFLO) amb tres escons, l'Oromo Abbo Liberation Front (OALF), 1 escó, i el United Oromo People's Liberation Organization (UOPLO).
Al OLF li foren assignades les zones que dominava a l'oest d'Oromia (Wollega Occidental amb capital a Demvi Dollo) i la resta quedaria sota autoritat del ERPDF. El 3 de novembre de 1991 els oromos van decidir emprar l'alfabet llatí per a la seva llengua. Aviat els dos grups es van enfrontar cadascun en els territoris que dominaven; amb major poder militar el ERPDF va detenir o matar milers d'oromos. Poc abans de les eleccions del juny del 1992 el OLF va abandonar el govern de transició, els seus caps van marxar a l'exili i el grup va boicotejar les eleccions. El seu líder fou Gallasa Dilbo (al que va substituir el 1999 Daoud Ibsa Gudina). La Southern Ethiopian Peoples Democratic Coalition (una coalició de 10 partits no controlats pel FPLT) va rebutjar els resultats electorals de 1992 que van donar l'hegemonia al FPLT i a les seves organitzacions regionals satèl·lits. L'OLF va tornar a la lluita.
El setembre del 2000 va formar part de l'ULFO (Forces Unides d'Alliberament Oromo) que s'havia dissolt el 2003. L'activitat armada es va incrementar després del 2005. Vers el 2007 estava dividit en dues faccions: OLF-QC (Oromo Liberation Front - Qaama Ceehumsa) i OLF-SG (Oromo Liberation Front - Shanee Gumii) amb la mateixa bandera. La divisió es va agreujar el 2009 i es va formar el Revolutionary Democratic Oromo Liberation Front RDOLF) que el 2011 es va unir al segon ULFO al que el OLF no participava.
La branca armada de l'organització porta el nom d'Exèrcit d'Alliberament Oromo/Oromo Liberation Army OLA, que en agost de 2021 va anunciar una aliança militar amb el TPLF després que ja s'hagués aconseguit un acord similar entre els tigrinyes i algunes milícies rebels d’Araf per lluitar contra el govern a la Guerra de Tigre, i el govern va declarar un alto-el-foc.